# Maison des Sires de Villars
La maison des Sires de Villars est une maison située à Trévoux dans le département français de l'Ain, en France. L'édifice fait l'objet d'une inscription au titre des monuments historiques en 1991.

## Histoire
L'hôtel ou maison basse des sires de Villars est le lieu de résidence des anciens seigneurs de Trévoux. Ils s'y étaient installés après avoir délaissé leur château au XIVe siècle (motte castrale de Villars).
La date de construction de l'édifice actuel nous est encore inconnue ; il subsiste un vestige de chapiteau médiéval. Il a été modifié dans le 4e quart du XVe siècle ou le 1er quart du XVIe siècle par Pierre II de Bourbon et Anne de Beaujeu, après que Pierre obtienne, en 1475, l'apanage de la Dombes. Date de cette époque : la cour intérieure, les ouvertures, l'escalier en vis et l'oriel orné des initiales A.P. (Anne et Pierre). Une gravure de l'hôtel réalisée, au XVIIe siècle, par Israël Sylvestre montre un édifice monumental crénelé et surmonté d'un beffroi.
Au XVIIIe siècle l'hôtel devient la résidence des Bellet de Tavernost. Se succède Nicolas, conseiller au parlement de Dombes en 1690, 1er président à partir de 1727, puis François Élisabeth, avocat général en 1757 qui y fait des travaux : les ouvertures de la façade sur jardin, les lambris des salons et une cheminée date de cette époque.
En 1793, les créneaux et le beffroi sont démantelés et les blasons sont bûchés.
Au XIXe siècle, l'hôtel subit de nouvelles transformations ; l'escalier, installé dans la cour intérieure au XVIIIe siècle est, vers 1842 en se référant au cadastres, prolongé par deux volées à retours et les cheminées et les lambris des 1er et 2e étages sont modifiés.
En 1989, l'hôtel est acheté par la municipalité de Trévoux. Le jardin est réaménagé. Le portail et le mur de clôture sont alors détruits.